# NGC 2174
NGC 2174 (другое обозначение — CED 67A) — эмиссионная туманность в созвездии Орион. Находится на расстоянии 6400 световых лет от Солнца.
Этот объект входит в число перечисленных в оригинальной редакции «Нового общего каталога».
В туманности имеется столб пыли, который является галактической областью звёздообразования.